# Lo Cambrot
Lo Cambrot, o Cova del Cambrot, és una cova del terme municipal de Sant Esteve de la Sarga, al Pallars Jussà, a l'àmbit del poble d'Alsamora.
Està situat al sud del poble d'Alsamora, en els contraforts septentrionals del Montsec d'Ares, al nord-est del cim de la Corona i del Graller d'Alsamora, en ple Serrat de la Corona. És al costat de llevant del barranc de la Carbonera, i al nord-est del Graller d'Alsamora.
És una cova que presenta a l'interior un fort desnivell de 18 metres de baixada, que mena a una sala de 22 metres de profunditat, 8 d'amplada i 20 d'alçada, on diverses petites galeries s'obren aprofitant les fractures a diferents nivells que parteixen de la galeria principal.